# Stojan Matavulj
Stojan Matavulj (Novi Sad, 24. veljače 1961.) hrvatski je kazališni, televizijski i filmski glumac. Najpoznatiji je po ulogama Stipe Odaka u seriji Ruža vjetrova i Zvone Akrapa u seriji Kumovi. Uspješno je glumio u filmovima Što je muškarac bez brkova?, Sonja i bik, Svećenikova djeca i Lavina.

## Životopis
Od 1986. do danas, djelovao je u ansamblu drame Hrvatskog narodnog kazališta u Splitu i Varaždinu. Za svoj kazališni rad je sedam puta bio nominiran za Nagradu hrvatskog glumišta. Osvojio je nagradu Fabijan Šovagović za predstavu Klaonica.
Proslavio se i ulogama u Ruži vjetrova i Crno-bijelom svijetu. Posudio je glas Jakovu Salečiću u hrvatskoj sinkronizaciji filma Čudovišta iz ormara i Čudovišta sa sveučilišta.
Pored glume, bavi se i glazbom. Autor je komedije-monodrame Cabaret: Komušanje Mozga. Režirao je i poznati komad Volim Njofru, u kojem je tumačio glavnu ulogu s Mirelom Brekalo. Zajedno s Arijanom Čulinom te u pratnji sastava Jadrana Vuškovića, Nenada Bege, Darka Aljinovića i Tonija Silobrčića, svirao je u hvaljenom Bluz Guz Cabaretu.

## Filmografija

### Televizijske uloge
- Mrkomir Prvi – kao Pribislav (2023.).
- Kumovi – kao Zvonimir Akrap Zvone (2022. – danas).
- Dar mar – kao Ilija Mikulić (2021.).
- Patrola na cesti – kao Stočar (2016.).
- Crno-bijeli svijet – kao major Kurtela (2015. – 2019.).
- Ruža vjetrova – kao Stipe Odak (2011. – 2013.).
- Instruktor – kao Strikan (2010.).
- Moja 3 zida – kao Stojan (2009.).
- Zakon! – kao inspektor Zdravko Maček (2009.).
- Sve će biti dobro – kao pročelnik (2009.).
- Odmori se, zaslužio si – kao gospodin Feliks (2009.).
- Stipe u gostima – kao Jozo Zec (2008. – 2009.).
- Zauvijek susjedi – kao Mato (2008.).
- Tužni bogataš – kao Karlo (2008.).
- Bitange i princeze kao Dinko Grabić (2008.).
- Dobre namjere – kao dioničar (2008.).
- Bibin svijet – kao susjed Kosić (2007.).
- Cimmer fraj – kao Grgo (2007.).
- Balkan Inc. – kao Jole (2006.).
- Zlatni vrč – kao vozač autobusa (2004.).
- Naši i vaši – kao Milin muž (2002.).
- Novo doba – kao Šimleša (2002.).
- Obiteljska stvar – kao Mile Aničić (1998.).

### Filmske uloge
- Zbornica – kao profesor Siniša (2021.).
- Narodni heroj Ljiljan Vidić – kao Miljan Zubović Struja (2015.).
- Svećenikova djeca – kao gradonačelnik Nikica (2013.).
- Sonja i bik – kao vlasnik restorana (2012.).
- Pjevajte nešto ljubavno – kao Ante (2007.).
- Mrtvi kutovi (2005.).
- Što je muškarac bez brkova? – kao Luka (2005.).
- Snivaj, zlato moje – kao kartaš #1 (2005.).
- Žena mušketir (La Femme Musketeer) – kao Rahael Mayor (2004.).
- Slučajna suputnica – kao Arbutina (2004.).
- Dream Warrior (2003.).
- Crvena prašina – kao inspektor (1999.).
- Božićna čarolija (1997.).
- Sedma kronika – kao stražar (1996.).
- Gospa (1994.).
- Na rubu pameti (1993.).
- The Sands of Time – kao policajac #1 (1992.).
- Čovjek koji je volio sprovode (1989.).

### Sinkronizacija
- Čudovišta sa sveučilišta – kao Sale Salečić (2013.).
- Čudovišta iz ormara – kao Sale Salečić (2009.).
- Scooby-Doo i čudovište iz Loch Nessa – kao Lachlan Haggart (2004.).

## Vanjske poveznice
- Stojan Matavulj u internetskoj bazi filmova IMDb-u (engl.)
- Stranica na HNKVZ.hr